# 多湖街道
多湖街道，中華人民共和國浙江省金华市金东区下辖的一个街道，位于金华市主城区东南郊，是金东区人民政府所在地。

## 历史
多湖街道辖区包括原金华县多湖、东湄两乡。多湖乡辖地清末时属赤松乡，民国时称多湖乡，1958年10月至1959年2月为双龙人民公社多湖管理区，1961年称郊区人民公社城东分社，1962年至1983年8月为多湖人民公社。1983年改为多湖乡，属白龙桥区；东湄乡辖地清末时属洪官乡，1930年属南华乡，1946年属南屏乡，1949年5月建政为东湄乡，因本乡境内，因武义江支流东湄溪（现为东湄塘水库）而得名。高级社时期并入多湖乡，1958年称雅畈人民公社东湄管理区，1961年称东湄人民公社，属雅畈区。1983年7月，改称东湄乡。    
1985年多湖、东湄乡由金华县改属金华地区婺城区，1992年两乡合并为多湖镇。多湖镇所属区域于1995年编制的金华市第四次总体规划中被纳入东扩范围内。2000年划归金东区，2002年7月设立多湖街道:50。

## 非建制区块

### 金东新区

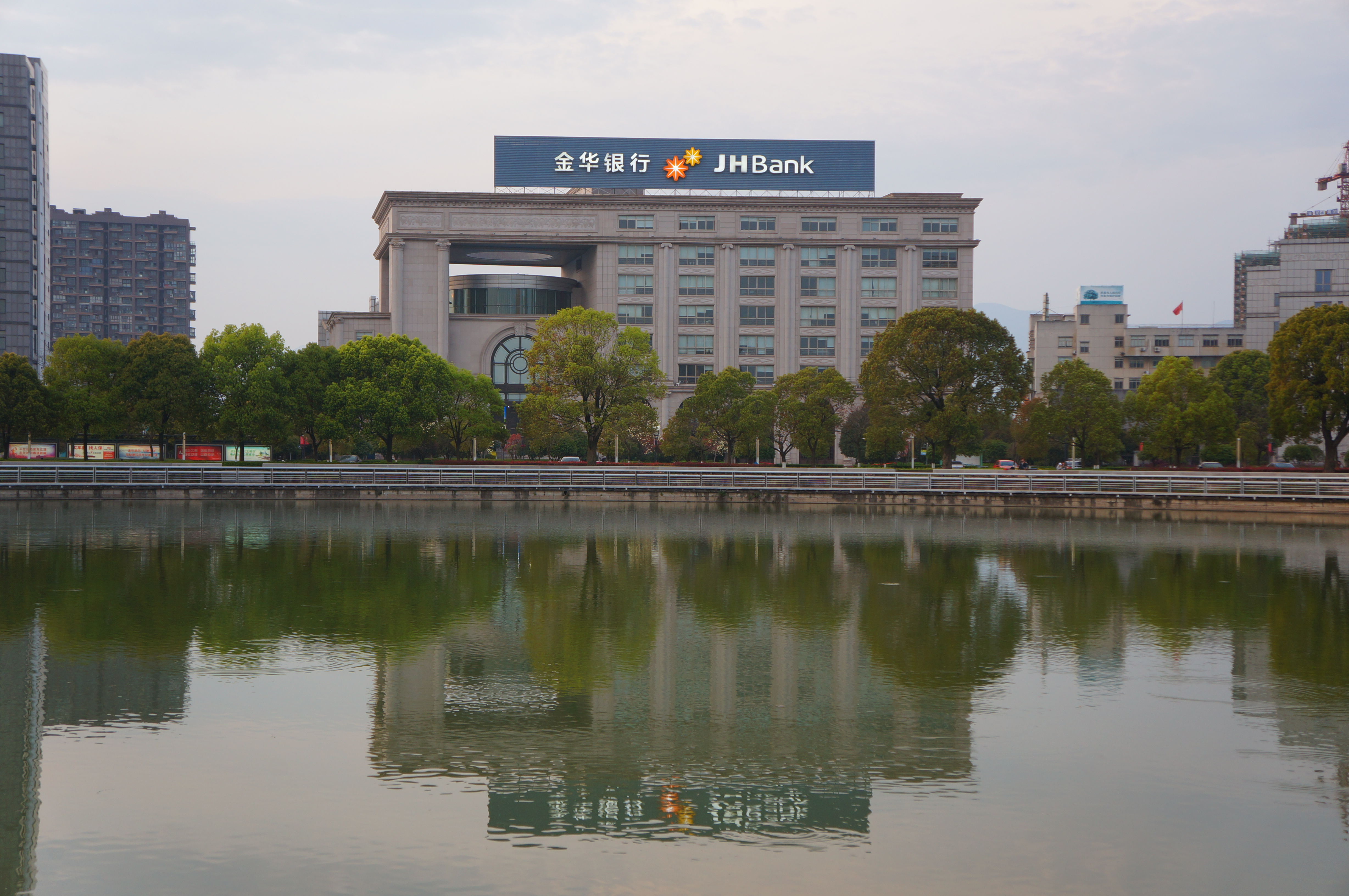
施光南音乐广场金华银行

金东新区位于环城东路以东、老金温铁路和金丽温高速间区块，包含多湖街道中部和东孝街道、赤松镇（仙桥），原浙赣铁路、东阳江以南区块规划为商业文化副中心、滨江特色居住中心和金东区行政服务中心。新区成立于2001年，2002年开始进行规划及建设，本街道内的主要公共工程包括李渔东路、金东区行政中心、施光南音乐广场、艾青文化公园等，于2003年—2004年左右建成:288,452。

### 中央商务区

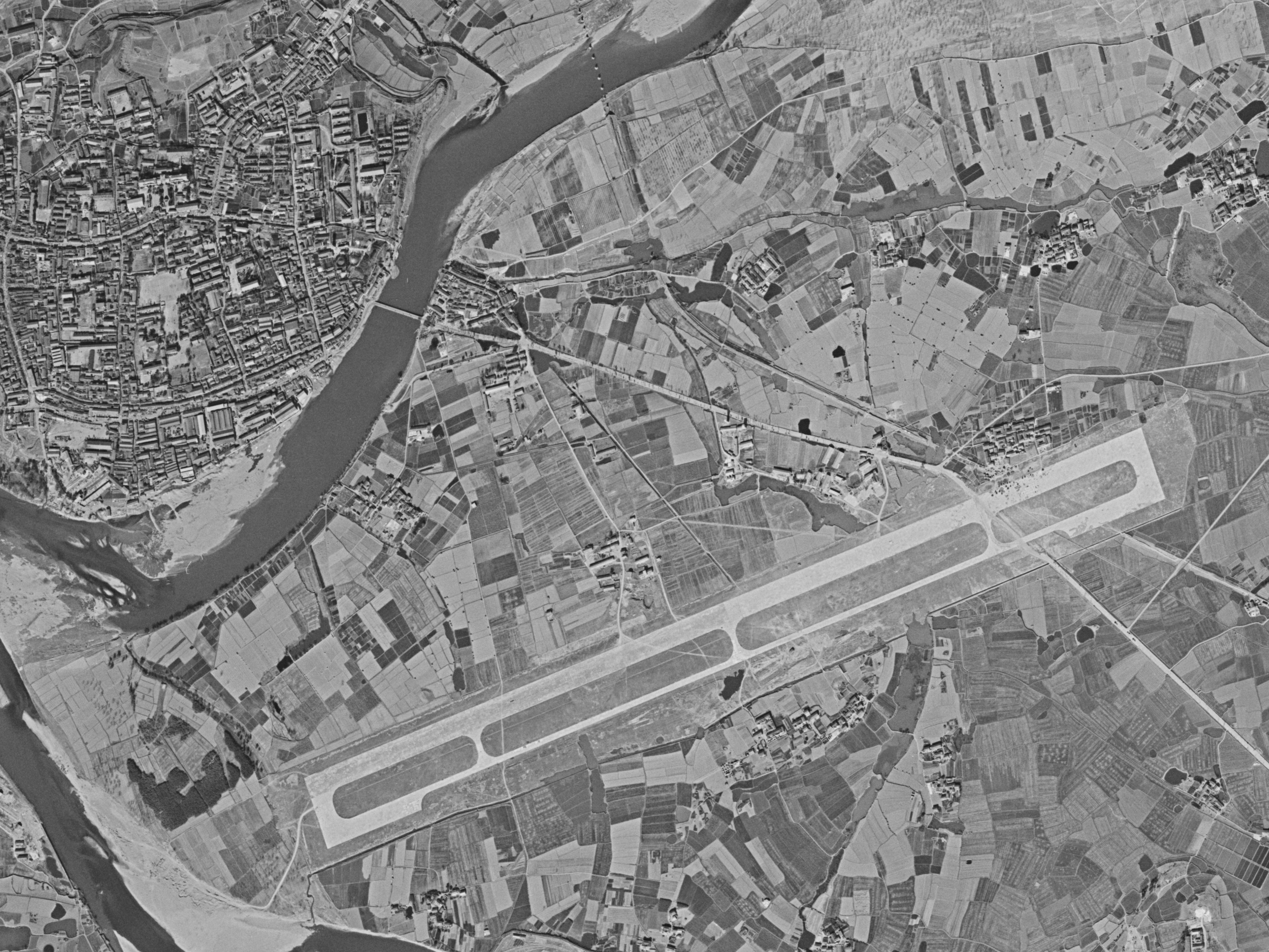
金华飞机场卫星图（1972年）

多湖中央商务区地处金华三江（金华江、武义江、东阳江）交汇的核心区，范围环城东路、环城南路、武义江、东阳江间的地块，规划用地面积670.7公顷，定位为区域产业的商贸平台，地区金融服务中心、浙中总部经济中心、城市商务创意中心、科技文化中心和生态游憩中心。
多湖商务区地块原为金华飞机场。金华飞机场于1943年5月至7月由当时占领金华的日军建设，位于原多湖乡雷坛后和驿头东安婆桥间，设一条长1000米的跑道及露天机库一座。1949年由中国人民解放军接管，隶属中国人民解放军南京军区空军。1953年向东扩建600米至前王，南至黄泥山。1962年再次整修，并建立空军金华站场；1971年跑道延长至2000米，并新建一条平行滑行道和停机坪一座。扩建后的机场作为战备机场从未正式投入使用，仅曾于1973年8月11日组织过一次飞机治虫。1974年浙江省汽车驾驶技工学校成立，利用机场跑道进行汽车驾驶员培训:514。
1998年，金华当地政府启动机场易址申报工作。1999年驻地空军将闲置的机场土地出租，开办建材市场。军方于2005年原则同意机场易址申请，2009年9月和金华市签订易址协议，并于12月正式下达了金华机场易址的命令。2010年3月金华市开展机场清场拆迁工作，此前位于飞机场的建材市场已于2008年10月搬迁至上古井新建成的综合体“浙中建材市场”。虽然军用机场已经搬迁，空军仍在上浮桥和多湖间驻有94922雷达部队单位。
2010年，金华市当地政府相继启动中国婺剧院、宾虹路和东市街打通工程、燕尾洲公园等公建、配套项目。2011年，正式计划将该地块规划为商务区，将多湖定位为继江北老城区、江南后第三个位于内环内的核心组团，并通过江北江南间的“二次过江”通道，逐渐吸引流量。
2012年8月，万达集团取得改机场清场后的第一个商业用地竞标，并新建金华万达广场，于2014年7月25日开业。
2015年9月29日，多湖中央商务区三大项目“浙中总部经济中心”同时开工，分别为浙中总部经济中心、大昌汽车俱乐部总部中心和融景湾中心。此外还规划了地区金融中心、金华科技文化中心、城市商务创意中心以及都市生态游憩中心。2021年9月26日，位于总部经济中心的金华万豪酒店开业。
2018年9月，金华市规划局官网发布了《金华市多湖中央商务区(多湖单元ZX-33)控制性详细规划修改草案公告》，将商务区南部赤山区块配合杭州亚运会金华亚运分村工程进行调整，金华亚运村在赛后将转型为城市接待场馆配套，并新建赤山公园。
2020年6月16日，金华市人民医院搬入位于多湖中央商务区内的新址。

## 辖区
该街道辖有：
王坦社区、泉源社区、驿头社区、七里畈社区、叶宅社区、林头社区、横塘沿社区、望府墩社区、庄头社区、近宅社区、上古井社区、厅上村、新屋村、东盛村、西盛村、樟新村、牛皮塘村、下渎口村、大项村、黄泥山村、十二里村、毛草山村、永红村、新安村、汀村、王宅埠村、孟宅村、缸窑村、社坛头村、东龙口村、杨宅村、雅地村、里秧田村、潭头村和潭头滩村。
- 王坦社区：原居民源于曹宅王氏，建于平坦的原野上而得名[3]
- 泉源社区：原村内设有一口泉水不息的井
- 驿头社区：原名高畈，1981年因重名改为驿头
- 七里畈社区：距离金华城7华里而得名
- 叶宅社区：原居民于清朝从江沿乡下叶迁入而得名
- 林头社区：原居民源于永康，建于小松树林边而得名
- 横塘沿社区：原村位于横塘边而得名
- 望府墩社区：原居民源于台州，因村建于能望见金华府城的高地上而得名
- 庄头社区：原村因为出金华上浮桥后的第一个村庄而得名
- 近宅社区：原村因为进金华城的通道，离城较近而得名
- 上古井社区：原居民源于绍兴，宋元之间先迁至金华清波门，后迁入此地，因村中有“响鼓井”而得名

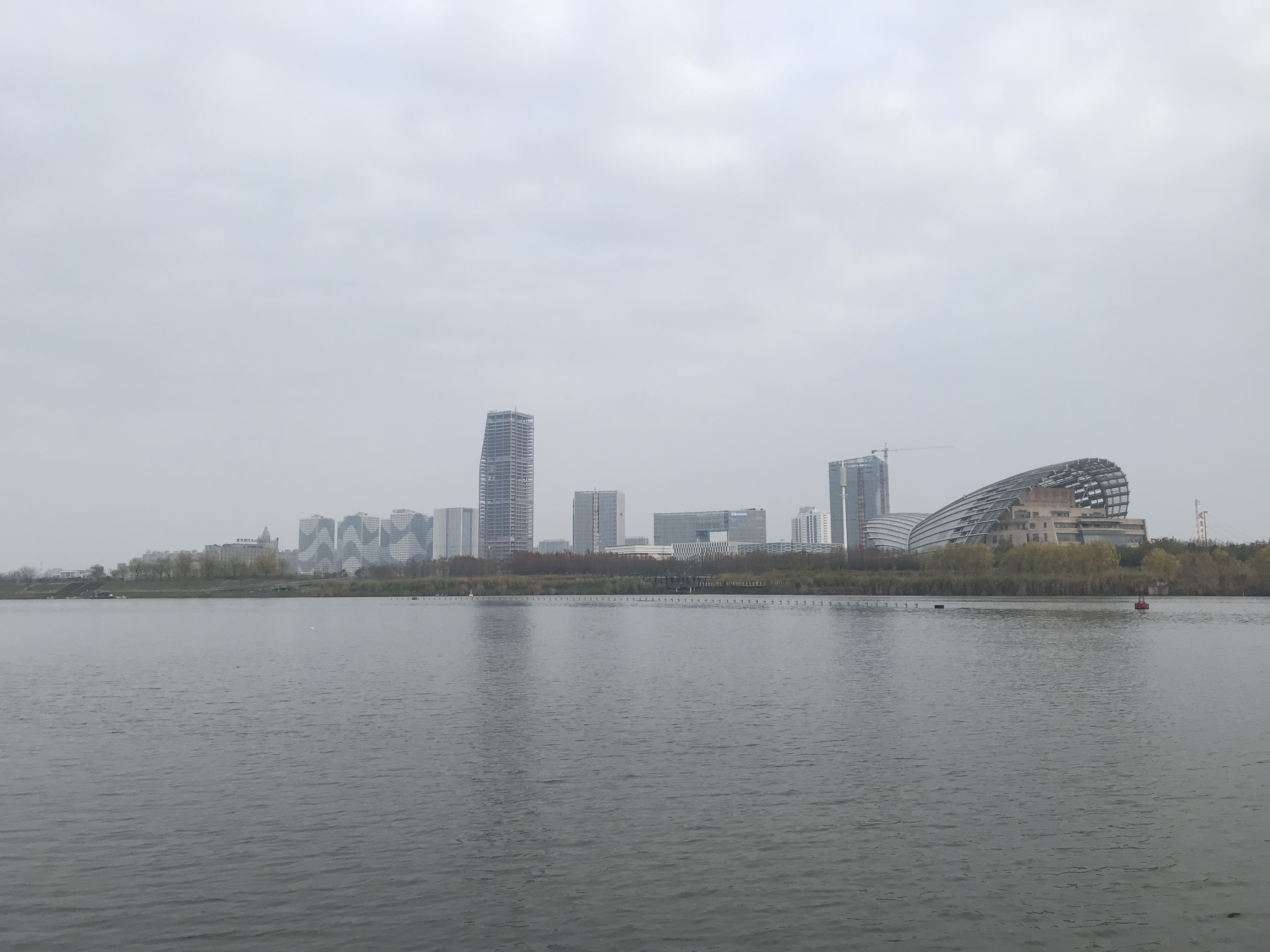
燕尾洲、中国婺剧院和多湖CBD建筑
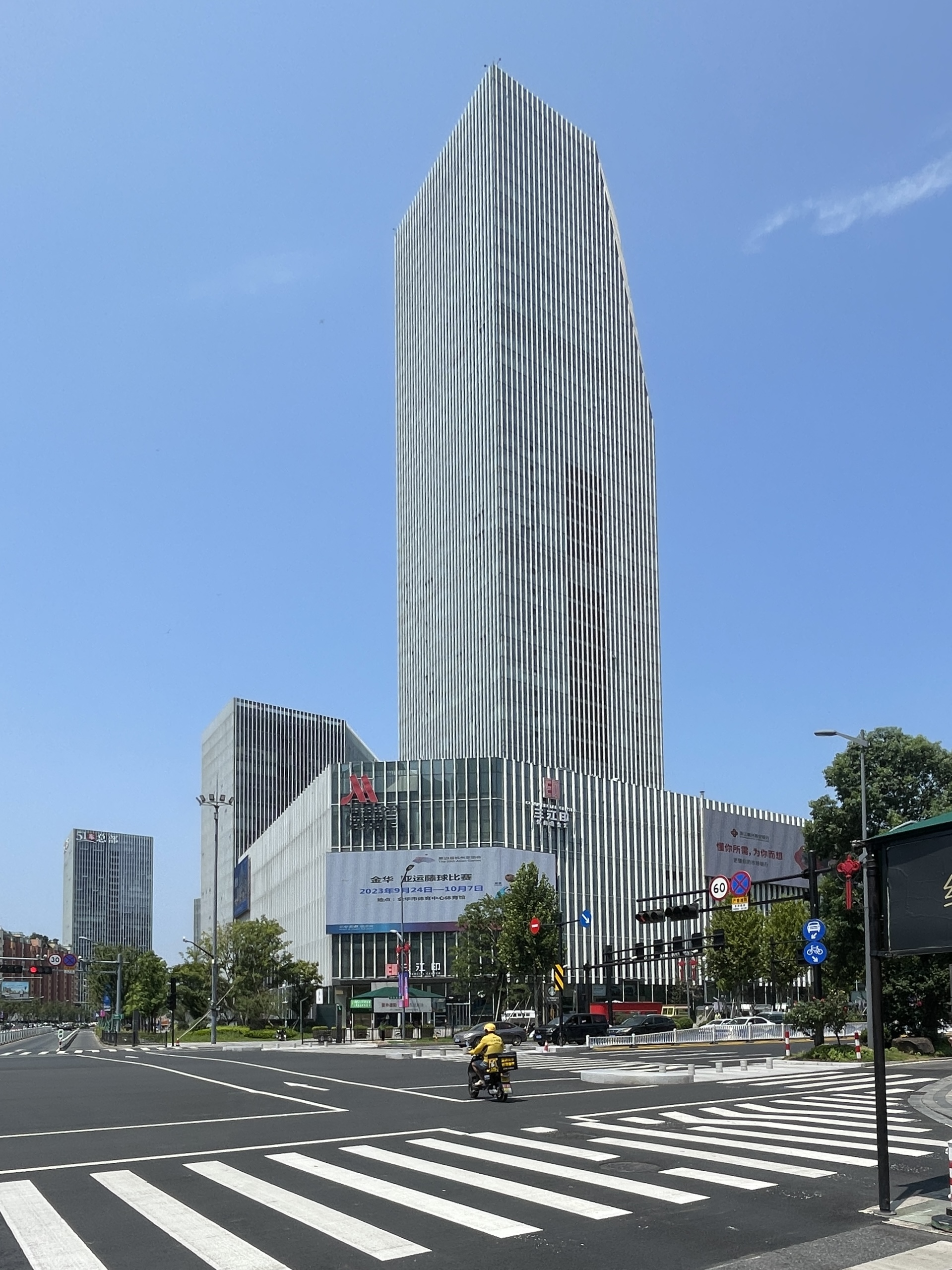
浙中总部经济中心和金华万豪酒店
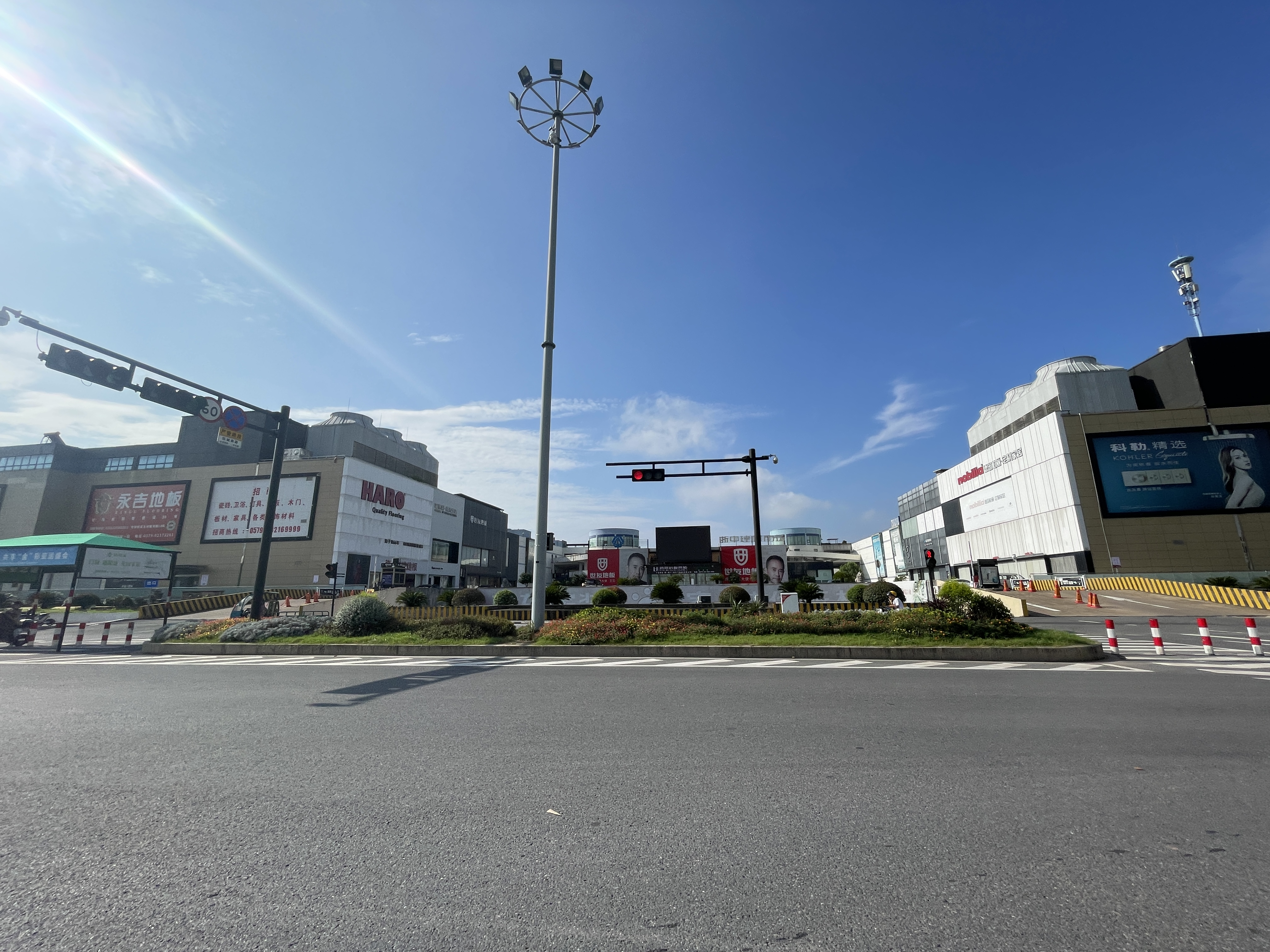
上古井社区浙中建材市场
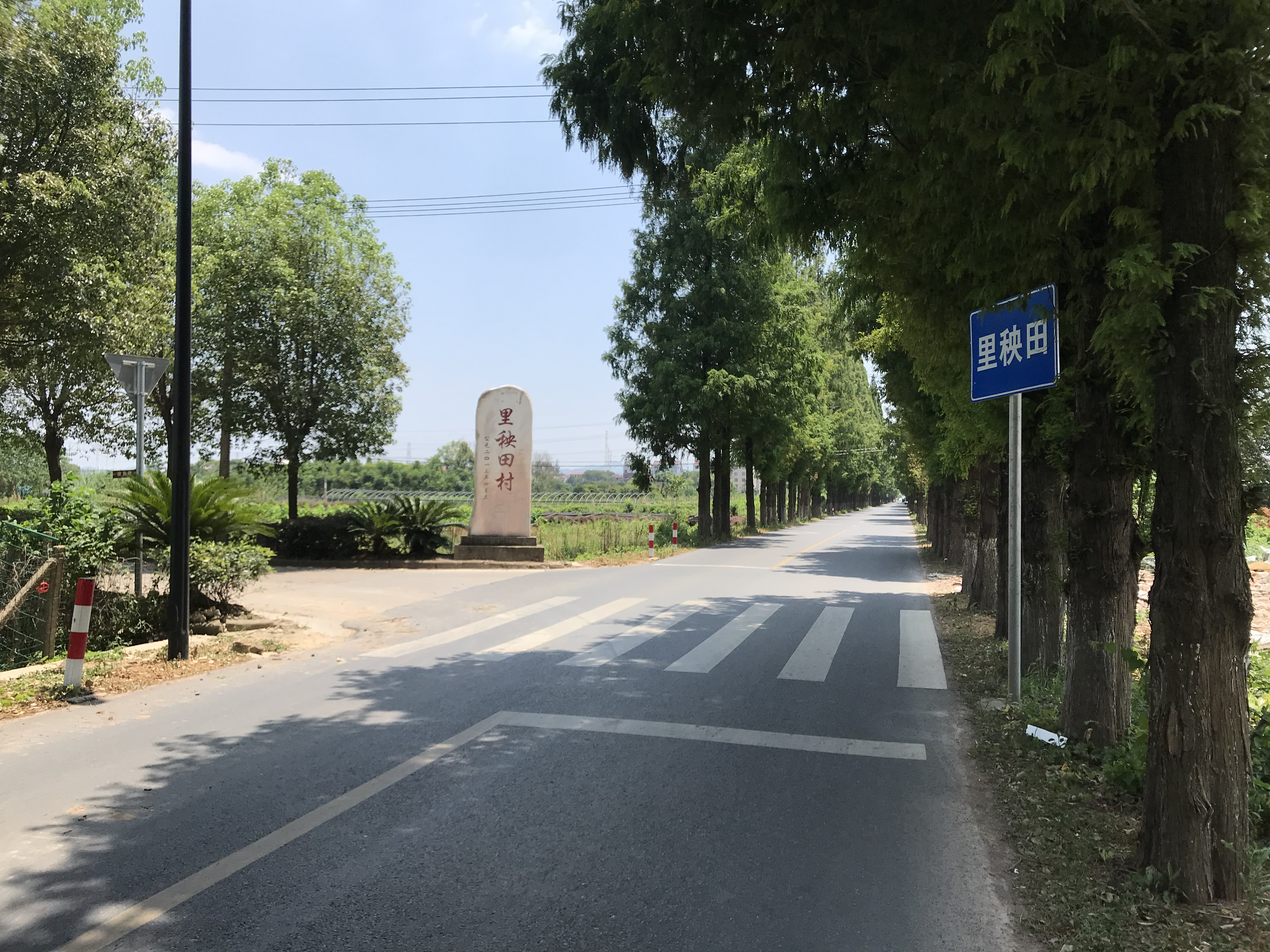
里秧田村